# أبو السلع
أبو السلع هي إحدى قرى محافظة صبيا في منطقة جازان الواقعة جنوب غرب السعودية.

## نبذة
تبعد قرية أبو السلع حوالي 17 كم شمال مدينة صبيا، وبلغ عدد سكانها بحسب التعداد السكاني سنة 2010م حوالي 5,931 نسمة منهم 4,587 من السعوديين و1,334 من غير السعوديين.